# 15617 Fallowfield
A 15617 Fallowfield (ideiglenes jelöléssel 2000 HK10) a Naprendszer kisbolygóövében található aszteroida. A LINEAR projekt keretében fedezték fel 2000. április 27-én.